# La Maison bâtie sur le roc
La Maison bâtie sur le roc est une parabole de Jésus-Christ citée dans les Évangiles de saint Matthieu et de saint Luc. Elle met en exergue les vertus.

## Texte

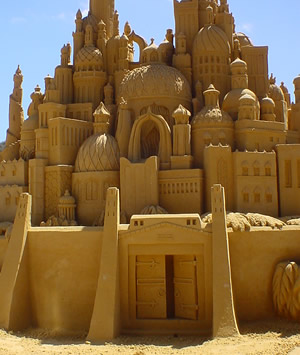
Un château de sable est éphémère, au contraire de la foi qui se veut éternelle.

« Ceux qui me disent : Seigneur, Seigneur ! n'entreront pas tous dans le royaume des cieux, mais celui-là seul qui fait la volonté de mon Père qui est dans les cieux. Plusieurs me diront en ce jour-là : Seigneur, Seigneur, n'avons-nous pas prophétisé par ton nom ? n'avons-nous pas chassé des démons par ton nom ? et n'avons-nous pas fait beaucoup de miracles par ton nom ? Alors je leur dirai ouvertement : Je ne vous ai jamais connus, retirez-vous de moi, vous qui commettez l'iniquité. C'est pourquoi, quiconque entend ces paroles que je dis et les met en pratique, sera semblable à un homme prudent qui a bâti sa maison sur le roc. La pluie est tombée, les torrents sont venus, les vents ont soufflé et se sont jetés contre cette maison : elle n'est point tombée, parce qu'elle était fondée sur le roc. Mais quiconque entend ces paroles que je dis, et ne les met pas en pratique, sera semblable à un homme insensé qui a bâti sa maison sur le sable. La pluie est tombée, les torrents sont venus, les vents ont soufflé et ont battu cette maison : elle est tombée, et sa ruine a été grande. »

— Évangile de Jésus Christ selon saint-Matthieu, chapitre 7, versets 21 à 27

## Interprétation
Pour le docteur de l'Église Jean Chrysostome, le roc est le symbole des vertus qui dirigent l'homme juste. Sa vie, son âme sont sa maison. Et elles ne cèdent à aucune épreuve néfaste de la vie : les maux, les calomnies, les pertes rencontrées sur terre. Ces épreuves sont dans la parabole : la pluie, les torrents, les vents. Jean Chrysostome donne l'exemple des apôtres qui ont résisté tels des rochers au milieu d'une mer déchainée, et furent fermes et victorieux du mal, et des persécuteurs. Il rappelle aussi qu'il ne faut pas seulement pratiquer des discours soi-disant saints, mais il faut les mettre en pratique afin de suivre les préceptes prônés par le Fils du Seigneur .
Dans le milieu protestant évangélique, le roc est Jésus Christ lui-même, la mise en pratique de son enseignement (que l'on peut trouver, entre autres dans le sermon sur la montagne) est le fondement d'une vie correcte et juste aux yeux de Dieu.
À noter que ce texte de la maison fondée sur le roc conclut ce sermon sur la montagne dans Matthieu chapitre 5 jusqu'à la fin du chapitre 7.